# Striganaspella lutea
Striganaspella lutea es una especie de coleóptero de la familia Scraptiidae.

## Distribución geográfica
Habita en el este y oeste de África.